# Carabanchel Alto
Carabanchel Alto – stacja metra w Madrycie, na linii 11. Znajduje się w dzielnicy Carabanchel, w Madrycie i zlokalizowana jest pomiędzy stacjami San Francisco i La Peseta. Została otwarta 18 grudnia 2006.